# Вишевац
Вишевац је село у општини Рача у Шумадијском округу. Најближи већи градови су Крагујевац и Смедеревска Паланка. Према попису из 2022. има 514 становника (према попису из 2011. било је 610 становника).
Село је настало око 1738, међу насељеницима је био и Карађорђев деда Јован.
У Вишевцу је рођен, одрастао и живео вођа Првог српског устанка, Ђорђе Петровић.
У Вишевцу се налазе Споменик Карађорђу и етно-комплекс из доба Карађорђевог живота. Кроз село протиче и река Рача која раздваја Вишевац на два дела. Низводно са десне стране реке је „Градиште“ на коме је Карађорђе рођен.
Овде се налази Црква Светог Георгија.

## Демографија
У насељу Вишевац живи 576 пунолетних становника, а просечна старост становништва износи 45,3 година (43,2 код мушкараца и 47,4 код жена). У насељу има 211 домаћинстава, а просечан број чланова по домаћинству је 3,32.
Ово насеље је великим делом насељено Србима (према попису из 2002. године).
|             | \| Демографија[6] \| Демографија[6] \| Демографија[6] \| \| Година \| Становника \| Становника \| \| -------------- \| -------------- \| -------------- \| \| 1948. \| 1.298 \| \| \| 1953. \| 1.361 \| \| \| 1961. \| 1.270 \| \| \| 1971. \| 1.126 \| \| \| 1981. \| 1.002 \| \| \| 1991. \| 850 \| 822 \| \| 2002. \| 700 \| 739 \| \| 2011. \| 610 \| \| \| 2022. \| 514 \| \| |            |
| Демографија | |            |
| Година      | Становника | Становника |
| 1948.       | 1.298 |            |
| 1953.       | 1.361 |            |
| 1961.       | 1.270 |            |
| 1971.       | 1.126 |            |
| 1981.       | 1.002 |            |
| 1991.       | 850 | 822        |
| 2002.       | 700 | 739        |
| 2011.       | 610 |            |
| 2022.       | 514 |            |

| Етнички састав према попису из 2002.‍ | Етнички састав према попису из 2002.‍ | Етнички састав према попису из 2002.‍ | Етнички састав према попису из 2002.‍ | Етнички састав према попису из 2002.‍ |
| ------------------------------------ | ------------------------------------ | ------------------------------------ | ------------------------------------ | ------------------------------------ |
|                                      |                                      |                                      |                                      |                                      |
| Срби                                 | Срби                                 |                                      | 698                                  | 99,71%                               |
| Југословени                          | Југословени                          |                                      | 2                                    | 0,28%                                |
| непознато                            | непознато                            |                                      | 0                                    | 0,0%                                 |

| Година пописа     | 1948. | 1953. | 1961. | 1971. | 1981. | 1991. | 2002. |
| ----------------- | ----- | ----- | ----- | ----- | ----- | ----- | ----- |
| Број домаћинстава | 274   | 279   | 290   | 272   | 256   | 240   | 211   |

| Број чланова      | 1  | 2  | 3  | 4  | 5  | 6  | 7 | 8 | 9 | 10 и више | Просек |
| ----------------- | -- | -- | -- | -- | -- | -- | - | - | - | --------- | ------ |
| Број домаћинстава | 48 | 47 | 25 | 29 | 26 | 23 | 7 | 4 | 2 | 0         | 3,32   |

| Пол    | Укупно | Неожењен/Неудата | Ожењен/Удата | Удовац/Удовица | Разведен/Разведена | Непознато |
| ------ | ------ | ---------------- | ------------ | -------------- | ------------------ | --------- |
| Мушки  | 292    | 63               | 196          | 27             | 2                  | 4         |
| Женски | 308    | 31               | 192          | 78             | 3                  | 4         |
| УКУПНО | 600    | 94               | 388          | 105            | 5                  | 8         |

| Пол    | Укупно                    | Пољопривреда, лов и шумарство | Рибарство                            | Вађење руде и камена | Прерађивачка индустрија       |
| ------ | ------------------------- | ----------------------------- | ------------------------------------ | -------------------- | ----------------------------- |
| Мушки  | 179                       | 104                           | 0                                    | 0                    | 40                            |
| Женски | 116                       | 77                            | 0                                    | 0                    | 9                             |
| УКУПНО | 295                       | 181                           | 0                                    | 0                    | 49                            |
| Пол    | Производња и снабдевање   | Грађевинарство                | Трговина                             | Хотели и ресторани   | Саобраћај, складиштење и везе |
| Мушки  | 3                         | 5                             | 7                                    | 1                    | 3                             |
| Женски | 0                         | 3                             | 6                                    | 0                    | 0                             |
| УКУПНО | 3                         | 8                             | 13                                   | 1                    | 3                             |
| Пол    | Финансијско посредовање   | Некретнине                    | Државна управа и одбрана             | Образовање           | Здравствени и социјални рад   |
| Мушки  | 0                         | 0                             | 5                                    | 5                    | 3                             |
| Женски | 0                         | 1                             | 1                                    | 6                    | 5                             |
| УКУПНО | 0                         | 1                             | 6                                    | 11                   | 8                             |
| Пол    | Остале услужне активности | Приватна домаћинства          | Екстериторијалне организације и тела | Непознато            | Непознато                     |
| Мушки  | 2                         | 0                             | 0                                    | 1                    | 1                             |
| Женски | 0                         | 0                             | 0                                    | 8                    | 8                             |
| УКУПНО | 2                         | 0                             | 0                                    | 9                    | 9                             |

## Галерија
- Црква у Вишевцу
- Место на коме се налазила кућа Карађорђа
- Споменик Карађорђу
- Споменик страдалима за ослобођење Србије